# Rindfleischklassifizierung
Für die Klassifizierung von Rinderschlachtkörpern gelten in der Europäischen Union prinzipiell dieselben Handelsklassen. Dabei werden die drei Merkmale (Tier-)Kategorie, Fleischigkeit und Fettklasse bewertet.

## Kategorie
Hier wird nach Tierkategorie, also Alter, Geschlecht und Kastration unterschieden:
| Kategorie         | Bezeichnung | Beschreibung                                                                                                   |
| ----------------- | ----------- | --- |
| Kalbfleisch       | V           | Fleisch mit Kalbfleischeigenschaften, deren Schlachtkörper als Kälber zugeschnitten sind (bis 8 Monate)        |
| Jungrindfleisch   | Z           | Fleisch von anderen nicht ausgewachsenen, männlichen und weiblichen Tieren (alter als 8, jünger als 12 Monate) |
| Jungbullenfleisch | A           | Fleisch von ausgewachsenen, jungen, männlichen, nicht kastrierten Tieren im Alter von ein bis zwei Jahren      |
| Bullenfleisch     | B           | Fleisch von ausgewachsenen, männlichen, nicht kastrierten Tieren älter als zwei Jahre                          |
| Ochsenfleisch     | C           | Fleisch von ausgewachsenen, männlichen, kastrierten Tieren älter als ein Jahr                                  |
| Kuhfleisch        | D           | Fleisch von ausgewachsenen weiblichen Tieren, die bereits gekalbt haben                                        |
| Färsenfleisch     | E           | Fleisch von ausgewachsenen weiblichen Tieren, die noch nicht gekalbt haben und älter als 12 Monate sind        |

## Fleischigkeit
Hier geht es um die Muskelfülle.
| Fleischigkeitsklasse | Beschreibung |
| -------------------- | --- |
| S                    | Alle Profile äußerst konvex; außergewöhnliche Muskelfülle mit doppelter Bemuskelung (Doppellender), diese Klasse gibt es nicht in Deutschland |
| E                    | Alle Profile konvex bis superkonvex; außergewöhnliche Muskelfülle                                                                             |
| U                    | Profile insgesamt konvex; sehr gute Muskelfülle                                                                                               |
| R                    | Profile insgesamt geradlinig; gute Muskelfülle                                                                                                |
| O                    | Profile geradlinig bis konkav; durchschnittliche Muskelfülle                                                                                  |
| P                    | Alle Profile konkav bis sehr konkav: geringe Muskelfülle                                                                                      |

## Fettklasse
Bewertet wird wie sehr der Schlachtkörper mit Fett abgedeckt ist.
| Fettklasse | Beschreibung | Ergänzende Bestimmungen |
| ---------- | --- | --- |
| 5          | Schlachtkörper ganz mit Fett abgedeckt; starke Fettansätze in der Brusthöhle                                                        | Die Keule ist fast vollständig mit einer dicken Fettschicht überzogen, so dass die Fettstränge nicht mehr sichtbar sind: In der Brusthöhle ist die Muskulatur zwischen den Rippen von Fett durchzogen. |
| 4          | Muskulatur mit Fett abgedeckt; an Keule und Schulter jedoch noch teilweise sichtbar; einige deutliche Fettansätze in der Brusthöhle | Fettstränge der Keule hervortretend. In der Brusthöhle kann die Muskulatur zwischen den Rippen von Fett durchzogen sein.                                                                               |
| 3          | Muskulatur mit Ausnahme von Keule und Schulter fast überall mit Fett abgedeckt; leichte Fettansätze in der Brusthöhle               | In der Brusthöhle ist die Muskulatur zwischen den Rippen noch sichtbar. |
| 2          | leichte Fettabdeckung; Muskulatur fast überall sichtbar                                                                             | In der Brusthöhle ist die Muskulatur zwischen den Rippen deutlich sichtbar. |
| 1          | keine bis sehr geringe Fettabdeckung                                                                                                | Kein Fettansatz in der Brusthöhle. |

## Bedeutung für den Konsumenten
Die Kenntnis der Handelsklasse bietet dem Käufer von (Rind)-Fleisch wichtige Hinweise über die Qualität beziehungsweise die geschmacklichen Eigenschaften. Diese hängen nicht nur von der Rasse oder der Mast ab. Die Fettklasse zeigt indirekt auch an, wie sehr das Fleisch durchwachsen ist. Diese Eigenschaft hängt wiederum zudem von der Kategorie ab: eine Färse hat eine feinere Maserung als ein Bulle oder ein Kalb. Gut geführte Fleischereien können die Handelsklasse dem Kunden anhand eines Stempels oder Etiketts nachweisen. Hiervon muss jedoch das Etikett gemäß dem Rindfleischetikettierungsgesetz unterschieden werden. Dort wird nur über die Herkunft des Fleisches informiert, insbesondere über den Ort der Geburt, der Mast, der Schlachtung und der Zerlegung.